# Atlético San Francisco
L'Atlético San Francisco, è una società calcistica messicana con sede a Tenosique.

## Storia
Fondato nel 1966, è uno dei più antichi club messicani ancora in attività, pur non essendo mai riuscito a raggiungere la prima divisione.
Nel 1994 fu uno dei 15 fondatori della Primera 'A', la moderna seconda divisione messicana, raggiungendo la semifinale dei playoff nella prima edizione, dove fu eliminato dall'Atlético Celaya. Militò in questo campionato fino al 1999 quando retrocesse in Segunda División al termine del torneo Verano dello stesso anno.
Rimase nella terza serie fino al 2005 quando retrocesse nuovamente e ripartì dalla Tercera División, corrispondente al quarto livello dell'epoca; nella stagione 2018-19 terminò in prima posizione il tabellone principale, qualificandosi in finale dei playoff dove fu sconfitto dall'Héroes de Zaci, riuscendo comunque a guadagnarsi la promozione in Liga Premier - Serie B in vista della stagione 2019-20.
Poco prima dell'inizio della stagione 2020-2021, il consiglio di amministrazione del club ha deciso di non gareggiare in nessuna categoria professionistica, questo con l'obiettivo di ripulire le finanze del club, che era stato colpito dalla sospensione del calcio messicano.

## Divisa
Originariamente il club portava una divisa a strisce biancorosse con pantaloncini blu, ma dopo la retrocessione in Tercera División decise di adottare un completo arancione con inserti viola metallizzato.

## Palmarès

### Competizioni nazionali
- Campionato messicano di terza divisione: 1

1991-1992

### Altri risultati
- Campionato messicano di quarta divisione: 1

Finalista: 2000-2001
- Campionato messicano di quinta divisione: 1

Finalista: 2018-2019